# Filippo Ceccarelli
Filippo Ceccarelli (Roma, 22 luglio 1955) è un giornalista e scrittore italiano.

## Biografia
Nato a Roma, nipote di Giuseppe Ceccarelli, noto come Ceccarius, ha cominciato molto giovane la sua attività di giornalista a Panorama, diretto da Lamberto Sechi. Si occupa principalmente del Parlamento, sia come inviato che come giornalista. Dal 1990 lavora presso la redazione romana de La Stampa, occupandosi anche qui di politica. Successivamente passa a la Repubblica, dove è editorialista. Nel 2000 ha pubblicato il libro Lo Stomaco della Repubblica, saggio monografico sul rapporto tra cibo e comando dal secondo dopoguerra a oggi, per Longanesi. Sposato con la collega Elena Polidori, nel 2010 ha vinto il Premio Satira Politica nella sezione "Letteratura".

## Opere
- 1994 - Il letto e il potere. [Storia sessuale della prima Repubblica], Milano, Longanesi. ISBN 88-304-1186-8.
- 2000 - Lo stomaco della Repubblica. Cibo e potere in Italia dal 1945 al 2000, Milano, Longanesi. ISBN 88-304-1821-8.
- 2003 - Il teatrone della politica, Milano, Longanesi. ISBN 88-304-2079-4.
- 2007 - Il letto e il potere. Storia sessuale d'Italia da Mussolini a Vallettopoli bis, Milano, Longanesi. ISBN 978-88-304-2523-1.
- 2009 - Riccardo Mannelli, Apoteosi dei corrotti. Disegni preparatori per un fregio celebrativo, testi di Filippo Ceccarelli e Marco Travaglio, Roma, Coniglio. ISBN 978-88-6063-201-2.
- 2010 - La suburra. Sesso e potere. Storia breve di due anni indecenti, Milano, Feltrinelli. ISBN 978-88-07-17195-6.
- 2013 - Come un gufo tra le rovine, Milano, Feltrinelli. ISBN 978-88-07-17247-2.
- 2018 - Invano. Il potere in Italia da De Gasperi a questi qua, Milano, Feltrinelli. 978-88-07-17349-3.
- 2022 - Lì dentro. Gli italiani nei social, Milano, Feltrinelli. ISBN 978-88-07-49332-4.
- 2024 - B. Una vita troppo, Milano, Feltrinelli. ISBN 978-8807174414